# خطب (قرية)
خطب هي قرية في مقاطعة مراغة، إيران. عدد سكان هذه القرية هو 163 في سنة 2006.